# Tiffany & Company Building (727 Fifth Avenue)
Het Tiffany & Company Building is een gebouw op de hoek van Fifth Avenue en East 57th Street in Midtown Manhattan. Het gebouw dient als het hoofdkantoor van Tiffany & Co., alsook haar "flagship"-winkel. Het gebouw opende op 21 oktober 1940 en is later nog met vier verdiepingen verhoogd. Van de opening tot op het heden is het gebouw alleen in het bezit van Tiffany & Co. geweest.
Het gebouw heeft drie ingangen, waarvan twee aan East 57th Street en één aan Fifth Avenue. De twee hoofdingangen hebben deuren van roestvrij staal en boven de ingang aan Fifth Avenue hangt een drie meter hoog beeld van Atlas, die een werkende klok boven zijn hoofd houdt. Het beeld is gemaakt door Henry Frederick Metzler, een vriend van Charles Tiffany, en bestaat uit hout dat geverfd is in bronskleur. Het sculptuur hing sinds 1853 aan de gevel van diverse andere vestigingen van Tiffany & Co.. In de begane grond van het Tiffany & Company Building zit veel hout verwerkt en op deze verdieping wordt ook een 128-karaats diamant tentoongesteld.
Voordat het gebouw er stond, bevond zich hier een groot stenen huis, dat in het bezit van C. P. Huntington was.

## Ligging

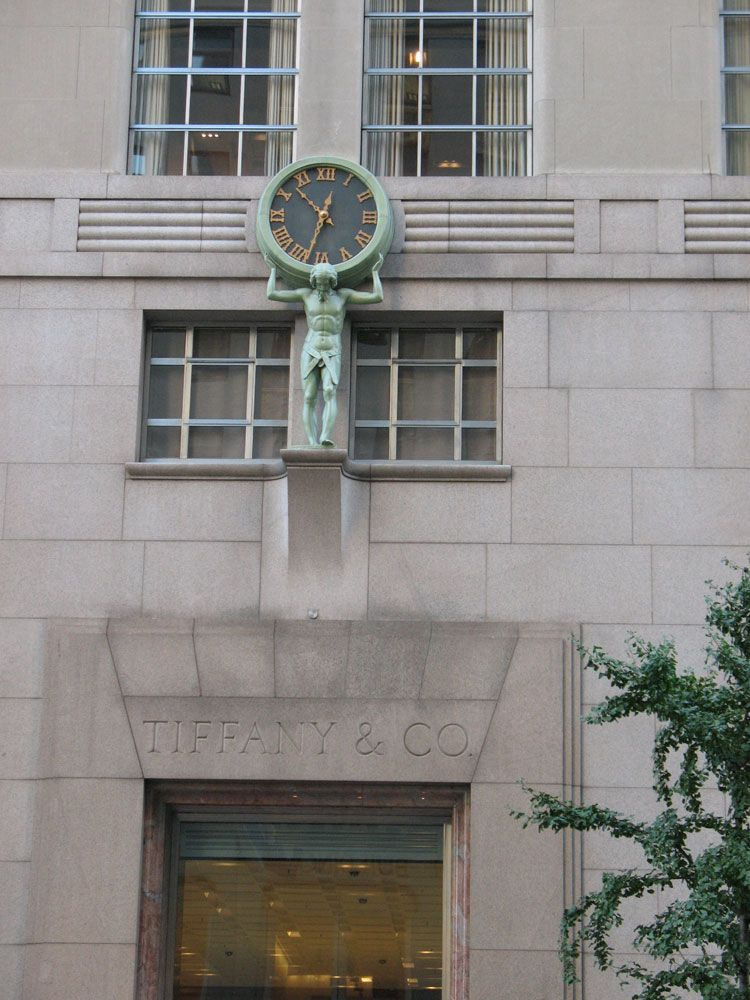
Het sculptuur van Atlas met een klok boven de ingang aan Fifth Avenue

Het Tiffany & Company Building is gelegen in Midtown Manhattan aan Fifth Avenue op de hoek met East 57th Street. Er bevinden zich vier metrostations in de directe omgeving van het gebouw. Dat zijn: het drie blokken noordelijker en het één blok westelijker gelegen 5th Avenue aan lijnen N, Q en R, het één blok westelijker gelegen 57th Street aan lijn F, het drie blokken zuidelijker gelegen 5th Avenue/53rd Street aan lijnen E en M en het drie blokken oostelijker en drie blokken noordelijker gelegen Lexington Avenue/59th Street aan de lijnen 4, 5, 6, 6d, N, Q en R. Het Tiffany & Company Building grenst aan twee gebouwen, namelijk in het zuidwesten aan de 58 verdiepingen tellende Trump Tower en in het zuidoosten aan een vestiging van Niketown. Aan de andere kant van Fifth Avenue bevindt zich The Crown Building en aan de andere kant van East 57th Street bevinden zich van west naar oost een vestiging van Louis Vuitton en een vestiging van Saint Laurent. Andere opvallende gebouwen in de directe omgeving van het Tiffany & Company Building zijn de 58 verdiepingen tellende Trump Tower, de 41 verdiepingen tellende 590 Madison Avenue, de 37 verdiepingen tellende Sony Tower, het 50 verdiepingen tellende General Motors Building en het 49 verdiepingen tellende Solow Building.

## Trivia
- Het Tiffany & Company Building komt voor in de muziekvideo van Breakfast at Tiffany's, een lied van Deep Blue Something. In de muziekvideo brengt een groep butlers een tafel naar de stoep voor het gebouw. Nadat ze die gedekt hebben, gaan de bandleden eraan zitten en worden zij door de butlers bediend.[2]